# Tipula esselen
Tipula esselen är en tvåvingeart som beskrevs av Alexander 1965. Tipula esselen ingår i släktet Tipula och familjen storharkrankar. Inga underarter finns listade i Catalogue of Life.